# Гуэррини, Гуидо (автогонщик)
Гуидо Гуэррини (итал. Guido Guerrini; род. 12 января 1976, Ареццо, Италия) — итальянский автогонщик и путешественник c российским гражданством, в 2016 и 2017 гг. победитель Кубка ФИА для автомобилей с альтернативными источниками энергии, в 2015 г. второй призёр среди штурманов, с 2011 по 2014, в 2020, в 2022 и в 2023 гг. семь раз становился вторым в кубке ФИА среди пилотов. С 2016 г. он живёт в городе Казани. С 2025 года выступает с гоночной лицензией Сан-Марино.

## Карьера

### Пилот
Гуэррини впервые участвовал в FIA AEC в 2009 году вместе со штурманом Андреа Ньальди Колески, в категории гибридных и эндотермических автомобилей. В следующем году он занял 3-е место в первенстве Италии и 5-е место в кубке ФИА. В 2011 году Гуэррини вместе со штурманом Эмануэле Калькетти на Alfa Romeo MiTo занял 2-е место в кубке ФИА и в первенстве Италии. Такие же результаты Гуэррини достиг в 2012 и в 2013 гг., когда вместе с Калькетти победил в Hi-Tech Ecomobility Rally в Афинах. В 2014 году Гуэррини со штурманом Изабель Барчулли финишировал на 3-м месте в первенстве Италии и на втором месте в Кубке ФИА.
В 2019 году Гуэррини вместе с Эмануэле Калькетти участвовал в Кубке ФИА по е-ралли на Audi e-tron и занял 3-е место. В 2020 году занял 2-e место в Кубке ФИА вместе с Франческой Оливони и выиграл два соревнования в Чемпионате Италии вместе с Э. Калькетти. В 2021 году занял 5-е место в Кубке ФИА вместе с Франческой Оливони и потом с поляком Артуром Прусаком. В 2022 г. вместе с Прусаком победил в Mahle Eco Rally (Словения) и в EcoDolomites GT (Италия), и достиг подиума в Чехии, Португалии, Стране Басков и Монте-Карло. В 2023 победил в Швеции и Доломитах и занял второе место в Монте-Карло.
В 2024 году Калькетти и Гуэррини на Nio ET5 выиграли Кубок Китая по эко-ралли.

### Штурман
В 2015 году Гуэррини участвовал как штурман, вместе с пилотом Николой Вентурой на Abarth 500 и завершил Кубок ФИА на 2-м месте после француза Тьерри Беншетри; ещё он победил в первенстве Италии наравне с Валерией Страдой.
В следующем сезоне Вентура и Гуеррини перешли в категорию электрических машин и на Renault Zoe выиграли Кубок ФИА. В 2017 Гуэррини победил в новой версии FIA AEC, объединяющей предыдущие гибридную и электрическую категории.

## Путешествия

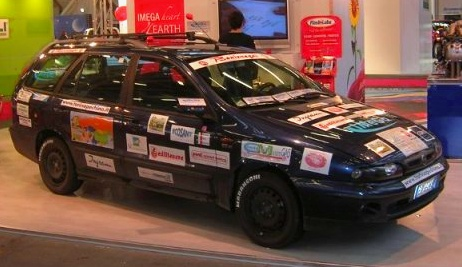
Fiat Marea Гуидо Гуэррини на Международной выставке автомобилей в Болонье в 2008 году.

Гуидо Гуэррини является первым человеком, совершившим автомобильное путешествие из Европы до Китая, используя исключительно газовое топливо. Проект «Torino-Pechino, la macchina della pace» (Турин-Пекин — машина мира) был совершён в 2008 году: Гуэррини и А. Ньальди Колески на Fiat Marea 1.6 16V проехали 25852 км с места проведения Олимпийских игр 2006 года до места проведения Олимпийских игр 2008 года и обратно. Поездка началась 6 июля 2008 г. и завершилась 21 сентября того же года, включая в себя 17 стран. Путешествие описано в книге 2008 года «Aregolavanti» (Всегда вперёд).
Зимой 2011 года вместе с Эмануэле Калькетти, Гуэррини путешествовал из Рима до Волгограда на Gonow c газовым топливом. Об этом написано в книге «Via Stalingrado» (Сталинградская дорога).
Гуэррини совершил ещё многие другие путешествия, в том числе поездки до крайних точек Европы (Нордкап, Стамбул, Гибралтар); путешествие до Каспийского моря через Кавказские республики (2010 г.); ещё одна поездка до Волгограда на Iveco Daily со смешанной системой метан-дизель (2013 г.); экспедиция Ареццо-Чернобыль на метановом Peugeot Expert (зима 2014—2015 гг.) и путешествие Милан-Астана на газовом Seat Altea (2016 г.).
В 2018 г. совершил новую экспедицию «Турин-Пекин» на Toyota Hilux, оборудованной двухтопливной системой дизель-метан.. В 2021 г. создал проект Milano-Cortina-Tokyo, чтобы путешествовать на гибридном метановом Toyota CH-R туда и обратно с мест проведения Зимних Олимпийских игр 2026 (Милан и Кортина-д'Ампеццо) до места проведения Летних игр 2020 (Токио), которые состоялись на год позже. Из-за пандемии заехать в Японию не получилось и экипаж доехал до острова Сахалин.
В 2022 г. совершил путешествие с Милана до Нордкапа и обратно на Seat Leon, используя до Северного полярного круга исключительно биометан.

## Результаты вFIA AEC

### Пилот
| Сезон | Машина                          | Штурманы                                                   | Старты | Победы | Подиумы | Очки  | Место |
| ----- | ------------------------------- | ---------------------------------------------------------- | ------ | ------ | ------- | ----- | ----- |
| 2009  | Fiat Marea                      | Андреа Ньальди Колески                                     | 1      | 0      | 0       | 5     | 20-е  |
| 2010  | Citroën C1 Citroën C5           | Андреа Ньальди Колески Эмануэле Калькетти                  | 7      | 0      | 2       | 31    | 5-е   |
| 2011  | Alfa Romeo MiTo                 | Андреа Ньальди Колески Эмануэле Калькетти Леонардо Буркини | 7      | 0      | 4       | 66    | 2-е   |
| 2012  | Alfa Romeo MiTo                 | Эмануэле Калькетти Леонардо Буркини                        | 8      | 1      | 5       | 74    | 2-е   |
| 2013  | Alfa Romeo MiTo                 | Франческа Оливони Изабель Барчулли Эмануэле Калькетти      | 6      | 0      | 4       | 69    | 2-е   |
| 2014  | Alfa Romeo MiTo                 | Изабель Барчулли                                           | 5      | 0      | 4       | 62    | 2-е   |
| 2016  | Abarth 500                      | Франческа Оливони                                          | 1      | 0      | 0       | 10    | 9-е   |
| 2019  | Audi e-tron                     | Эмануэле Калькетти                                         | 12     | 1      | 7       | 95,5  | 3-е   |
| 2020  | Volkswagen eGolf                | Франческа Оливони                                          | 2      | 0      | 2       | 45    | 2-е   |
| 2021  | Volkswagen ID.4 Volkswagen ID.3 | Франческа Оливони Артур Прусак                             | 6      | 0      | 2       | 46,5  | 5-е   |
| 2022  | Kia eNiro                       | Артур Прусак                                               | 7      | 2      | 6       | 105,5 | 2-е   |
| 2023  | Kia eNiro                       | Артур Прусак                                               | 8      | 2      | 4       | 80    | 2-е   |
| 2024  | Kia eNiro                       | Артур Прусак                                               | 12     | 4      | 9       | 140,5 | 2-е   |
| 2025  | Kia eNiro                       | Артур Прусак                                               | 5      | 3      | 5       | 67    | 1-е   |
| Итого | Итого                           | Итого                                                      | 87     | 13     | 52      | 897   | -     |

### Штурман
| Сезон | Машина                    | Пилоты                                                           | Старты | Победы | Подиумы | Очки | Место |
| ----- | ------------------------- | ---------------------------------------------------------------- | ------ | ------ | ------- | ---- | ----- |
| 2015  | Abarth 500                | Никола Вентура                                                   | 6      | 2      | 5       | 76   | 2-е   |
| 2016  | Renault Zoe               | Никола Вентура                                                   | 3      | 3      | 3       | 30   | 1-е   |
| 2017  | Nissan Leaf Hyundai Ioniq | Никола Вентура Винченцо Ди Белла Артур Прусак Светослав Дойчинов | 6      | 3      | 4       | 38   | 1-е   |
| 2018  | Nissan Leaf Renault Zoe   | Артур Прусак                                                     | 2      | 0      | 1       | 8    | 11-е  |
| Итого | Итого                     | Итого                                                            | 17     | 8      | 13      | 152  | -     |